# Suchen, suchen, Pflaumenkuchen
Suchen, suchen, Pflaumenkuchen (englischer Originaltitel Each Peach Pear Plum) ist ein Kinderbuch von Allan und Janet Ahlberg, das im Jahr 1978 von dem britischen Ehepaar gemeinsam geschrieben und illustriert wurde. Die deutsche Erstausgabe erschien 1980 beim Oettinger Verlag.

## Inhalt
Auf der linken Hälfte jeder Doppelseite findet sich ein kurzer zweizeiliger Reim, in dem die jungen Leser in einer Art „Ich sehe was, was du nicht siehst“-Spiel (im Englischen als „I spy“ bezeichnet) aufgefordert werden, in dem Bild auf der gegenüberliegenden Seite eine etwas versteckte Figur aus Mother Goose-Märchen und -Kinderreimen (Cinderella, Jack und Jill, Die drei Bären etc.) zu finden. Die gesuchten Figuren stehen auf der nächsten Doppelseite dann jeweils im Mittelpunkt und es wird die nächste Mother Goose-Figur gesucht, bis am Ende ein Bild gezeigt wird, in dem alle zuvor gefundenen Charaktere gemeinsam Pflaumenkuchen essen.

## Rezeption
Das „I Spy“-Spielformat regt Kinder dazu an, versteckte Figuren in den kunstvoll von Janet Ahlberg gestalteten pastellfarbenen Aquarellillustrationen zu entdecken. Das IBBY schreibt in seiner Begründung für die Aufnahme Janet Ahlbergs in die Honour List im Jahr 1980: „Der Text ist sehr einfach, die Illustrationen sind unwiderstehlich. Das Buch reiht eine Reihe bekannter Kinderreimfiguren in einer amüsanten Abfolge von Ereignissen aneinander. Die stimmungsvollen Bilder in einer friedlichen Landschaft erweitern die einfachen Reime auf sehr befriedigende Weise.“ Gemma De Vinney und Lillian N. Gerhardt schreiben in ihrer Buchrezension: „Man verweilt über den Seiten, nicht nur, weil das Suchspiel Spaß macht, sondern auch, weil sie Action und Humor enthalten und die Bilder ein Gefühl für die Schönheit der englischen Landschaft hervorrufen.“ The Herald schreibt in einem Artikel im März 2016: „Allan Ahlbergs Bücher sind kleine glänzende Leuchttürme der Kürze; winzige Destillationen der Welt eines Kindes. Fügen Sie Reim, Rhythmus, Kadenz und Spaß hinzu, sowie die entzückend zierlichen und detaillierten Illustrationen seiner verstorbenen Frau Janet, und Sie haben vielleicht die besten Bücher, die jemals für sehr kleine Kinder geschrieben wurden: Peepo!, The Baby's Catalogue, Each Peach Pear Plum.“

## Auszeichnungen
Für Suchen, suchen, Pflaumenkuchen erhielt Janet Ahlberg 1978 die Kate Greenaway Medal. 1980 wurde sie für die Illustrationen von Suchen, suchen, Pflaumenkuchen in die IBBY Honour List aufgenommen.

## Referenzen
Suchen, suchen, Pflaumenkuchen ist in dem literarischen Nachschlagewerk 1001 Kinder- und Jugendbücher – Lies uns, bevor Du erwachsen bist! für die Altersstufe 0–3 Jahre enthalten.

## Ausgaben
- Each Peach Pear Plum. Kestrel Books, Großbritannien 1978 (englisch, librarything.com).
- Suchen, suchen, Pflaumenkuchen. Oettinger, 1980.